# Jiří Vošta
Jiří Vošta (3. července 1944 Praha – 10. srpna 1989 České Budějovice) byl československý fotbalový brankář.

## Fotbalová kariéra
Ve své kariéře hrával za Teslu Žižkov, Duklu Písek (tam strávil svou základní vojenskou službu), Slavii Praha a LIAZ Jablonec. V československé lize nastoupil v 97 utkáních. V Poháru UEFA nastoupil v 6 utkáních.

## Ligová bilance
| Ročník                                   | Zápasy | Góly | Klub          |
| ---------------------------------------- | ------ | ---- | ------------- |
| 1. československá fotbalová liga 1965/66 | 1      | 0    | Slavia Praha  |
| 1. československá fotbalová liga 1966/67 | 14     | 0    | Slavia Praha  |
| 1. československá fotbalová liga 1967/68 | 20     | 0    | Slavia Praha  |
| 1. československá fotbalová liga 1968/69 | 16     | 0    | Slavia Praha  |
| 1. československá fotbalová liga 1974/75 | 26     | 0    | LIAZ Jablonec |
| 1. československá fotbalová liga 1975/76 | 20     | 0    | LIAZ Jablonec |
| 2. československá fotbalová liga 1976/77 | -      | -    | LIAZ Jablonec |
| Česká národní fotbalová liga 1977/78     | -      | -    | LIAZ Jablonec |
| CELKEM 1. liga                           | 97     | 0    |               |